# 20 octobre 1903
Le mardi 20 octobre 1903 est le 293e jour de l'année 1903.

## Naissances
- John Davis Lodge (mort le 29 octobre 1985), acteur américain, devenu ensuite homme politique et diplomate
- Juan Rejano (mort le 4 juillet 1976), poète espagnol
- Henry Sopkin (mort le 1er mars 1988), chef d’orchestre américain
- Irineo Leguisamo (mort le 2 décembre 1985), jockey uruguayen
- Pierre Fontaine (mort le 21 mai 1969), essayiste français
- Guglielmo Del Bimbo (mort le 3 novembre 1973), rameur d'aviron italien.

## Autres événements
- Raymond Smith Dugan découvre : (519) Sylvania et (518) Halawe
- Fin de la dispute de la frontière de l'Alaska